# جيورغوس ايكونوميديس
جيورغوس ايكونوميديس (باليونانية: Γιώργος Οικονομίδης)‏ (10 أبريل 1990 بنيقوسيا في قبرص - ) هو لاعب كرة قدم قبرصي في مركز الوسط. شارك مع منتخب قبرص تحت 19 سنة لكرة القدم ومنتخب قبرص تحت 21 سنة لكرة القدم ومنتخب قبرص لكرة القدم. أما مع النوادي، فقد لعب مع نادي أبويل ونادي أومونيا ودوكسا كاتوكوبياس ‏ وPAEEK FC ‏ وDigenis Akritas Morphou FC ‏.

## وصلات خارجية
- جيورغوس ايكونوميديس على موقع الاتحاد الأوربي (الإنجليزية)
- جيورغوس ايكونوميديس على موقع قاعدة بيانات كرة القدم.إي يو (الإنجليزية)
- جيورغوس ايكونوميديس على موقع ناشيونال فوتبول تيمز (الإنجليزية)
- جيورغوس ايكونوميديس على موقع Soccerway.com (الإنجليزية)